# Oliver Buff
Pour les articles homonymes, voir Buff.
Oliver Buff, né le 3 août 1992 à Baden dans le canton d'Argovie, est un footballeur suisse. Il joue au poste de milieu de terrain.

## Biographie

### En club
Oliver Buff commence le football et sa formation au sein du club suisse du FC Zurich en 2005 à l'âge de 13 ans. Il intègre l'équipe réserve du club en 2008.
Il fait ses débuts en équipe première le 23 mars 2010 contre l’AC Bellinzone.
Après huit saisons dans le club zurichois, marquées par une victoire en Coupe de Suisse en 2016, une relégation en deuxième division la même année, suivie d’une remontée directe au terme de la saison suivante, il annonce ne pas vouloir y poursuivre sa carrière.
Quelques jours plus tard, Buff s’engage avec le Real Saragosse, en deuxième division espagnole.
En janvier 2019, il signe en faveur du Anorthosis Famagouste FC.

### En équipe nationale
En 2007, Oliver Buff joue avec les différentes équipes suisses comme les moins 15 ans et les moins 16 ans où il joue quelques matchs amicaux.
En 2009, Oliver participe à la Coupe du monde des moins de 17 ans au Nigeria, il y dispute six matchs pour inscrire un but contre l'Italie en quarts de finale. La Suisse fait un excellent parcours et remporte la Coupe du monde contre l'équipe hôte le Nigeria (1-0).

## Palmarès

### En club
- Coupe de Suisse
  - Vainqueur en 2014 et en 2016 avec le FC Zurich

### En sélection nationale
- Suisse - 17 ans
  - Coupe du monde - 17 ans
    - Vainqueur : 2009.

## Statistiques
| Saison                | Club                  | Championnat           | Championnat | Championnat | Coupe(s) nationale(s) | Coupe(s) nationale(s) | Compétition(s) continentale(s) | Compétition(s) continentale(s) | Compétition(s) continentale(s) | Sélection                                                     | Sélection | Sélection | Total | Total |
| Saison                | Club                  | Division              | M.          | B.          | M.                    | B.                    | Comp.                          | M.                             | B.                             | Équipe                                                        | M.        | B.        | M.    | B.    |
| 2009-2010             | FC Zurich             | Super League          | 6           | 1           | -                     | -                     | -                              | -                              | -                              | Suisse -17 ans Suisse -19 ans                                 | 6 3       | 1 0       | 15    | 2     |
| 2010-2011             | FC Zurich             | Super League          | 10          | 0           | 3                     | 1                     | -                              | -                              | -                              | Suisse -19 ans                                                | 12        | 1         | 25    | 2     |
| 2011-2012             | FC Zurich             | Super League          | 25          | 3           | 2                     | 0                     | C1 C3                          | 2 3                            | 0 1                            | Suisse -21 ans                                                | 6         | 0         | 38    | 4     |
| 2012-2013             | FC Zurich             | Super League          | 24          | 1           | 4                     | 0                     | -                              | -                              | -                              | Suisse olympique Suisse -21 ans                               | 1 4       | 0 1       | 33    | 2     |
| 2013-2014             | FC Zurich             | Super League          | 22          | 0           | 5                     | 0                     | C3                             | 2                              | 0                              | Suisse -21 ans                                                | 7         | 1         | 36    | 1     |
| 2014-2015             | FC Zurich             | Super League          | 29          | 0           | 3                     | 0                     | C3                             | 7                              | 1                              | Suisse -21 ans                                                | 1         | 0         | 40    | 1     |
| 2015-2016             | FC Zurich             | Super League          | 31          | 8           | 5                     | 2                     | C3                             | 2                              | 0                              | -                                                             | -         | -         | 38    | 10    |
| 2016-2017             | FC Zurich             | Challenge League      | 24          | 7           | 3                     | 2                     | C3                             | 3                              | 0                              | -                                                             | -         | -         | 30    | 9     |
| Sous-total            | Sous-total            | Sous-total            | 171         | 20          | 25                    | 5                     | -                              | 19                             | 2                              | -                                                             | 40        | 4         | 255   | 31    |
| 2017-2018             | Real Saragosse        | LaLiga2               | 28          | 2           | 3                     | 0                     | -                              | -                              | -                              | -                                                             | -         | -         | 31    | 2     |
| 2018-2019             | Real Saragosse        | LaLiga2               | 8           | 0           | 2                     | 0                     | -                              | -                              | -                              | -                                                             | -         | -         | 10    | 0     |
| Sous-total            | Sous-total            | Sous-total            | 36          | 2           | 5                     | 0                     | -                              | -                              | -                              | -                                                             | -         | -         | 41    | 2     |
| Total sur la carrière | Total sur la carrière | Total sur la carrière | 207         | 22          | 30                    | 5                     | -                              | 19                             | 2                              | Suisse -17 ans Suisse -19 ans Suisse -21 ans Suisse olympique | 6 15 18 1 | 1 2 0     | 255   | 31    |